# Integritätsprüfung
Integritätsprüfung ist eine Prüfung auf Vollständigkeit oder Unversehrtheit. Dies geschieht je nach Anwendungsgebiet z. B. anhand von Messwerten oder Prüfsummen.

## Anwendungen
- Siegel und Plomben sind althergebrachte Mittel zur Integritätsprüfung, die z. B. in der Logistik häufig verwendet werden.
- In der Datenverarbeitung wird die Integritätsprüfung zur Überprüfung von Daten nach der Übertragung durch Raum oder Zeit eingesetzt. Dies geschieht normalerweise durch Vergleich anhand von Redundanz wie z. B. Prüfsummen, die den Nutzdaten beigefügt sind. Digitale Signaturen sind besonders hochentwickelte Formen solcher Prüfsummen. Die Quantenkryptographie dient ebenfalls diesem Zweck.
- Bei Eisenbahnzügen geschieht die Integritätsprüfung (Zugvollständigkeitskontrolle) üblicherweise durch Augenschein anhand des Vorhandenseins eines Zugschlusssignals, das bei der Zusammenstellung des Zuges hinten am letzten Wagen angebracht wurde. Allerdings werden – besonders im Hinblick auf eine Erhöhung der Streckenkapazität durch das Fahren im wandernden Raumabstand – fahrzeugbasierte Prüfungseinrichtungen angestrebt, z. B. eine durch den gesamten Zug verlaufende Leiterschleife.[1]